# Кандид (награда)
Литературната награда „Кандид“ (на немски: Candide-Preis) е учредена през 2004 г. от Литературното сдружение Минден и се връчва в град Минден, Източна Вестфалия. Наречена е на романа „Кандид“ от френския философ и писател Волтер. За последен път отличието е присъдено през 2011 г.
Наградата е в размер на 15 000 €.

## Носители на наградата
- 2004: Андреас Майер
- 2005: Даниел Келман
- 2006: Карл-Хайнц От
- 2007: Андре Кубичек
- 2008: Мартин Клугер и Матиас Енар
- 2009: Фолкер Браун и Оливия Розентал
- 2010: Ян Фактор
- 2011: Петер Хандке